# ليف بصري حافظ للاستقطاب

بعض تراكيب الألياف الزجاجية الحافظة للاستقطاب

في علم الألياف الضوئية، الألياف الضوئية (الزجاجية غالبا) الحافظة للاستقطاب الضوئي، (بالإنجليزية: Polarization Maintaining Fiber PMF)، هي عبارة عن ألياف ضوئية أحادية المسار (Single Mode Fiber)، بمعنى أن الأمواج الضوئية فيها تسلك طريقا واحدا حيث أن قطر الليف لا يتعدى عدة ميكرو مترات (μm)، أي ما يقارب الطول الموجي لبعض الألوان، والتي تحافظ على استقطاب الضوء الداخل إليه، بحيث يخرج الضوء بنفس الاستقطاب الذي دخل به إلى الليف الضوئي، إذا ما تم توجيه الضوء بشكل دقيق. ويتم استخدام هذا النوع من الألياف الضوئية في التطبيقات التي تتطلب ضوءً ثابت الاستقطاب.

## التداخل الاستقطابي
في الليف الزجاجي العادي غير الحافظ للاستقطاب، فإن جزئي الاستقطاب للضوء المستقطب خطيا (الجزء الأفقي والجزء المتعامد) يسيران بنفس سرعة الطور بشرط أن يكون الليف ثابتا جدا، وهو ما يصعب تحقيقه، فمثلا عند ثنيه أو لفه فيحدث ما يعرف بالانكسار مزدوج وهو ما يؤدي إلى ان يحدث تداخل بين مكوني الاستقطاب وينتج عن ذلك أن تصبح سرعتا جزئي الاستقطاب الخطي مختلفتي القيمة، فيخرج الشعاع من الليف عادة باستقطاب عشوائي وغالبا إهليجي الشكل وليس خطيا.

## مبدأ العمل
الألياف الزجاجية الحافظة للاستقطاب تعمل داخليا بأن تُحدِث انكسار مزدوجا داخلها، الذي يتم عبره التحكم بقسمي الضوء المستقطب بحيث يسيران داخل الليف بسرعات طور محددة. الطول الاسترجاعي (للاستقطاب)، L_b لليف ضوئي هو المسافة (عادة عدة مليمترات) التي بعدها يتم استرجاع الطور (الزاوية) بين جزئي الاستقطاب، حيث أن إزاحات تحصل بينهما وبعد هذا الطول تكون الإزاحة الزاوية هي نفسها الأصلية.

عند نقطة الصفر في الليف (Fiber)، قسمي الموجة المستقطبية يتداخلان فمثلا يؤثر القسم الأول على الثاني بأن يزيد من مطاله عند زاوية معينة. عند منتصف L_b، نفس عنصر الربط (coupling coefficient) بين جزئي الاستقطاب يؤثر بمطال القسم الثاني بزاوية ازاحية بينهما الآن قدرها 180 درجة مقارنة بالحالة عند نقطة الصفر، ما يؤدي إلى تلاشي التأثير المتبادل.

عند نقطة Lb خلال الليف الضوئي فإن الربط يعود لينتج نفس الزاوية البدائية بين قسمي الاستقطاب، وعند 3/2 Lb يكون الإزاحة الطورية من جديد (out of phase) وهكذا.

لهذا فإن احتمالية التداخل السلبي بين قسمي الاستقطاب (crosstalk) في أطوال أكبر من L_b تصبح ضئيلة جدا وهكذا تبقى أكثر الطاقة مخزنة في الاستقطاب المطلوب وتصل نهاية الليف البصري به نفسه. عند نهاية الليف البصري تستعمل روابط خاصة لكي لا تؤثر على استقطاب الضوء وهذه عملية تحتاج إلى دقة كبيرة وثبات للمكان وللقطع المستخدمة.
{\displaystyle L_{b}={\frac {2\pi }{\Delta \beta }}={\frac {\lambda }{\Delta n_{eff}}}}
β: ثابت الانتشار

λ: الطول الموجي

n: معامل الانكسار

## تطبيقات
لهذا النوع من الألياف الزجاجية تطبيقات خاصة، مثل الاستشعار (sensing)، التداخل (interferometry) والتوزيع الكمي (quantum key distribution). كما أن لها استعمال واسع في الإتصالات للوصل بين مصدر الضوء (ليزر أو ديود مشعة) وبين المضمن البصري، حيث أن المضمن يحتاج إلى ضوء مستقطب كمدخل.

هذا النوع من الألياف ليس له استخدامات لنقل البيانات عبر المسافات الطويلة، لأن سعرها أغلى وتتعرض لتوهين للإشارة (فقدان الطاقة) بشكل أكبر من الألياف أحادية المسار العادية.

مخرج الألياف البصرية الحافظة للإستقطاب تُشخص عادة عبرة مقياس نسبة التوهين للاستقطاب (polarization extinction ratio) أو PER والمعبرة عن النسبة بين الاستقطاب المطلوب إلى الخلل الحادث للاستقطاب خلال انتشار الضوء، وتعطى القيمة عادة بالديسيبل. يمكن تشخيص جودة الألياف هذه عبر مقياس خاص لها (PER meter):